# Kiko Dinucci
Vous pouvez aider à l'améliorer ou bien discuter des problèmes sur sa page de discussion.
- Certaines informations devraient être mieux reliées aux sources mentionnées dans la bibliographie ou les liens externes. Améliorez sa vérifiabilité en les associant par des références. (Marqué depuis novembre 2024)
- Il ne s’appuie pas, ou pas assez, sur des sources secondaires ou tertiaires. (Marqué depuis novembre 2024)
- Son texte doit être wikifié : il ne correspond pas à la mise en forme Wikipédia (style, typographie, liens internes, liens entre les wikis, etc.). (Marqué depuis novembre 2024)

- Archive Wikiwix
- Bing
- Cairn
- DuckDuckGo
- E. Universalis
- Gallica
- Google
- G. Books
- G. News
- G. Scholar
- Persée
- Qwant
- (zh) Baidu
- (ru) Yandex
- (wd) trouver des œuvres sur Wikidata

Kiko Dinucci, né à São Paulo, a grandi à Guarulhos, où il a été membre de plusieurs groupes de rock, dont Personal Choice dans les années 1990. En 2007, il commence sa carrière d'auteur-compositeur en écrivant huit chansons pour l'album Padê, qu'il enregistre avec Juçara Marçal. En 2008, il sort l'album samba-punk Pastiche Nagô avec Bando Afromacarrônico.
En 2011, il a cofondé deux groupes : Metá Metá, avec Juçara Marçal et Thiago França, et Passo Torto, avec Romulo Fróes, Rodrigo Campos et Marcelo Cabral, rejoints plus tard par Ná Ozzetti.
Il a également travaillé avec Elza Soares.
Son premier album solo, Cortes Curtos, est sorti en 2017. Composé de 15 brefs morceaux racontant des histoires de la ville de São Paulo, l'album plonge dans le son de la samba sale, fortement influencé par le rock, le punk et le post-punk. L'album a été élu 21e meilleur album brésilien de 2017 par le magazine Rolling Stone Brasil[réf. nécessaire].

## Discographie
- Padê (avec Juçara Marçal) - Tratore, 2007
- Pastiche Nagô (avec le Bando Afromacarrônico) - Desmonta, 2008
- O Retrato Do Artista Quando Pede (como Duo Moviola, avec Douglas Germano) - Desmonta, 2009
- Na Boca Dos Outros - Desmonta, 2010
- Passo Torto (avec Romulo Fróes, Rodrigo Campos et Marcelo Cabral) - YB Music, 2011
- Metá Metá (avec Juçara Marçal e Thiago França) - Desmonta, 2011
- MetaL MetaL (avec Juçara Marçal e Thiago França) - Desmonta, 2012
- Passo Elétrico (avec Romulo Fróes, Rodrigo Campos e Marcelo Cabral) - YB Music, 2013
- Thiago França (avec Rômulo Fróes, Rodrigo Campos, Marcelo Cabral e Ná Ozzetti) - YB Music, 2015
- MM3 (avec Juçara Marçal e Thiago França) - Independente, 2016
- Cortes Curtos - Independente, 2017
- Rastilho - Independente, 2020